# 芬兰—爱沙尼亚关系
芬兰－爱沙尼亚关系是指芬兰以及爱沙尼亚的双边关系。两国于1991年8月29日恢复外交关系。芬兰目前于塔林设有大使馆，以及在塔尔图设有名誉领事。爱沙尼亚则在赫尔辛基设立大使馆，以及另外五座芬兰城市（奥卢、图尔库、埃克奈斯、坦佩雷、科特卡）设立有名誉领事。芬兰以及爱沙尼亚目前都是波罗的海国家理事会、欧盟、欧元区的成员国。
芬兰的主要语言芬兰语，与爱沙尼亚语均屬於烏拉爾語系的芬蘭-烏戈爾語族，且具有相互理解性。76%的芬兰人曾经造访过爱沙尼亚（截至2004年，有180万芬兰人有造访过爱沙尼亚的记录）。爱沙尼亚国内的酒类征税要比芬兰低，因此，通常芬兰访客在回国时都会携带大量酒类：2014年的一份研究指出爱沙尼亚国内34%的酒类皆由芬兰人购买。 芬兰和瑞典是爱沙尼亚最大的外国投资者。 芬兰与爱沙尼亚两国目前都是欧盟、申根区以及欧元区的成员国，两国之间的国际交易、人员跨境不设障碍。芬兰是爱沙尼亚最大的进口贸易伙伴（2012年进口总额15%）以及继瑞典后第二大出口对象国。
芬兰政府于1920年承认爱沙尼亚独立。在此之前，芬兰政府一度实际上撤回其在爱沙尼亚的外交机构，以回应苏联对爱沙尼亚的入侵。而在爱沙尼亚成功独立后，两国的外交关系恢复正常，而芬兰亦继续向爱沙尼亚提供军事援助，例如人员训练以及装备提供。

## 历史

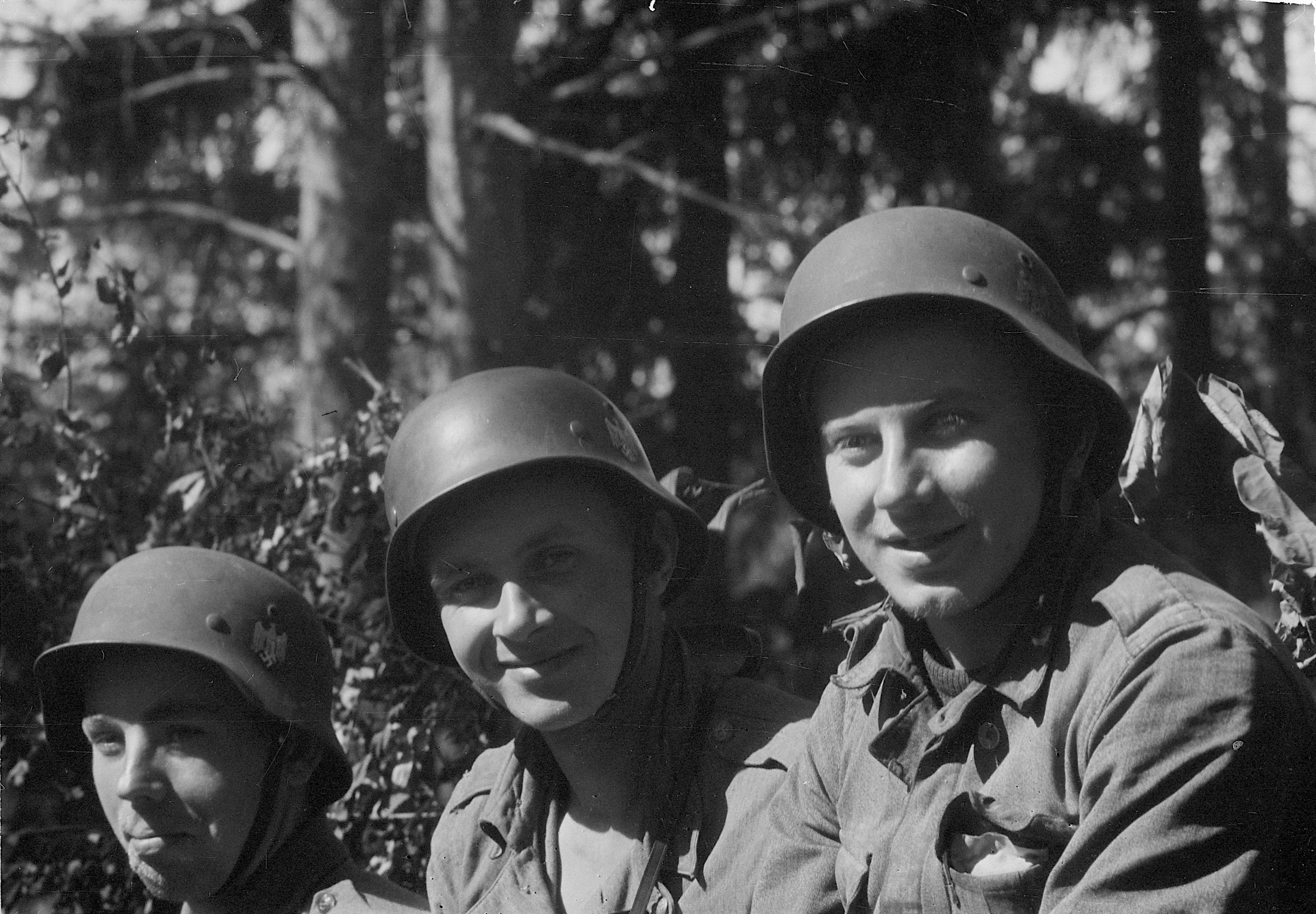
在芬兰与苏联的继续战争中，参与保卫芬兰的爱沙尼亚志愿者

### 合并计划
1917年芬兰国内关于构建大芬兰的理念迅速获得大批民众支持，但是在第二次世界大战以及继续战争之后，却失去了其国内的支持。
在1917、1918以及1940年，爱沙尼亚总统康斯坦丁·佩茨在其国内的政治演讲中都曾提及到两国的合并，甚至出草过相关计划。他使用了爱沙尼亚语的一个单词“soomesugu"去形容两国在其合并蓝图中的与边境相关的法律。

## 国歌
芬兰国歌《我们的国家》的旋律与爱沙尼亚国歌《我的土地，我的欢愉》的旋律一样。

## 两国数据对比
|                                   | 爱沙尼亚                                             | 芬兰                                      |
| --------------------------------- | ---------------------------------------------------- | ----------------------------------------- |
| 国旗                              | 爱沙尼亚                                             | 芬兰                                      |
| 国徽                              |                                                      |                                           |
| 地图                              |                                                      |                                           |
| 人口                              | 1,315,819                                            | 5,474,094                                 |
| 面积                              | 45,227 km2                                           | 338,424 km2                               |
| 人口密度                          | 29/km2                                               | 18/km2                                    |
| 首都                              | 塔林                                                 | 赫尔辛基                                  |
| 主要城市                          | 塔林 塔尔图 纳尔瓦 派尔努 科赫特拉-耶爾韋            | 赫尔辛基 坦佩雷 圖爾庫 奥卢 于韦斯屈莱    |
| 政府                              | 議會制 代議民主制 共和制                             | 議會制 代議民主制 共和制                  |
| 首任领导人                        | 康斯坦丁·佩茨                                        | 卡洛·尤霍·斯托尔贝里                      |
| 现任领导人                        | 阿拉尔·卡里斯 (总统) 卡娅·卡拉斯 (总理)              | 绍利·尼尼斯托 (总统) 彼得里·奥尔波 (总理) |
| 主要語言                          | 爱沙尼亚语                                           | 芬兰语及瑞典語                            |
| 主要宗教                          | 54.14% 无宗教 26,46% 基督徒 16.55% 未表明 3.25% 其他 | 76.5% 基督徒 22.1% 无宗教 1.4% 其他       |
| 国内生产总值列表 (国际汇率)       | US$254.2亿                                           | $2673亿                                   |
| 人均国内生产总值列表 (国际汇率)   | US$19,328                                            | $49,265                                   |
| 国内生产总值列表 (购买力平价)     | US$344 亿                                            | $2183 亿                                  |
| 人均国内生产总值列表 (购买力平价) | US$26,052                                            | $40,045                                   |
| GDP实际增长率列表                 | 1.50%                                                | -0.6%                                     |
| 军事支出                          | GDP 2%                                               | GDP 1.47%                                 |
| 各国武装部队列表                  | 47,750                                               | 365,000                                   |
| 劳动力人数列表                    | 692,900                                              | 2,685,000                                 |
| 移动电话数目列表                  | 2,070,000                                            | 9,310,000                                 |